# Ruperts Land

Ruperts Land

Das Ruperts Land war von 1670 bis 1870 eine Privatkolonie der Hudson’s Bay Company in Nordamerika. Es ist benannt nach Ruprecht von der Pfalz, Herzog von Cumberland, dem ersten Gouverneur der Gesellschaft.

## Geschichte
Die Royal Charter, mit der Karl II. die Company gründete, gab ihr das Monopol für den Pelzhandel im Einzugsgebiet aller Flüsse und Ströme, die in die Hudson Bay fließen. Dieses Gebiet umfasste rund 3,9 Millionen km², mehr als ein Drittel der Fläche des heutigen Kanada. Auch wenn der HBC formal nur die Kontrolle über den Pelzhandel übertragen wurde, war sie faktisch die einzige Verwaltung des Gebiets und nutzte es wie eine Privatkolonie. Sie errichtete Stützpunkte, baute Beziehungen mit den Indianervölkern der Region auf und entsandte Expeditionen zur Erkundung des Landes.
1821 vereinten sich die North West Company (NWC) aus Montréal und die HBC. Das gemeinsame Einzugsgebiet, das durch eine Lizenz auf das Nordwestliche Territorium erweitert wurde, erstreckte sich nun bis zum Arktischen Ozean im Norden und dem Pazifischen Ozean im Westen.
1869 verkaufte die HBC für  £ 300.000 ihre Nutzungsrechte an Ruperts Land und den früheren Gebieten der NWC der Canadian Dominion, dem Vorläufer des heutigen Kanada. 1870 wurde mit dem Manitoba Act die private Verwaltung von Ruperts Land aufgehoben und die neue Kanadische Provinz Manitoba geschaffen, von deren Hauptstadt Fort Garry (heute Winnipeg) aus der gewaltige Rest von Ruperts Land und dem Nordwestlichen Territorium fortan als Nordwest-Territorien mit verwaltet wurde.
Mit der Schaffung weiterer Provinzen und Territorien sowie mehrerer Grenzverlegungen wurden Teile des früheren Ruperts Land neben Manitoba auch zu Saskatchewan, Alberta, Nunavut, Ontario und Quebec. Bereits mit der Grenzziehung von 1818 entlang des 49. Breitengrades waren Teile des Landes an die USA gegangen, die heute zu den Staaten Minnesota, North Dakota, Montana und South Dakota gehören.
Den Namen Ruperts Land trägt außerdem eine Kirchenprovinz der Anglikanischen Kirche von Kanada, die die kanadischen Prärien und einen Großteil der kanadischen Arktis umfasst. Zudem ist es der Name einer anglikanischen Diözese in Manitoba.